# Musculus brachioradialis
Der Musculus brachioradialis (lat. für „Oberarmspeichenmuskel“) ist einer der speichen- beziehungsweise daumenseitigen Skelettmuskeln des Unterarms.

## Funktion
Der Musculus brachioradialis ist an der Beugung des Ellbogengelenks beteiligt. Er ist weiterhin sowohl an der Pronation (aus Supinationsstellung) als auch der Supination des Unterarms (aus Pronationsstellung) beteiligt. Die stärkste Beugung entwickelt der Muskel bei einer Semipronationsstellung des Unterarms.

## Nervenversorgung
Der Muskel wird über Nervenfasern des Nervus radialis innerviert und ist Kennmuskel für das Rückenmarkssegment C6.

## Vergleichende Anatomie
Bei den Huftieren ist der Musculus brachioradialis nicht ausgebildet, bei Hunden kann er fehlen. Beim Hund strahlt er in der Mitte des Unterarms in die Unterarmfaszie ein, setzt also nicht am Radius an. Bei Katzen ist er stets vorhanden und setzt innenseitig am unteren Ende der Speiche an.